# Arisugawa Takahito
Arisugawa Takahito est un nom japonais traditionnel ; le nom de famille (ou le nom d'école), Arisugawa, précède donc le prénom (ou le nom d'artiste).
Ne pas confondre avec Takehito Arisugawa
Le prince Arisugawa Takahito (有栖川宮幟仁親王, Arisugawa-no-miya Takahito-Shinnō), né le 17 février 1813 – mort le 4 juillet 1886 est le huitième chef de la maison princière Arisugawa-no-miya (有栖川宮家), une des branches shinnōke de la dynastie impériale autorisée à présenter un successeur au trône du chrysanthème si la maison impériale n'est pas en mesure de le faire.

## Biographie
Né à Kyoto, le prince Takahito est le fils ainé du prince Arisugawa Tsunahito. En 1822, il est adopté par l'Empereur Kōkaku (1771–1840) comme héritier potentiel. L'année suivante, il reçoit le grade de prince impérial par proclamation impériale, avec le rang de cour Kazusatai no Mikoto. Il succède à son père comme 9e tête de la maison Arisugawa-no-miya le 2 avril 1845. Le 2 juin, le prince Arisugawa Takahito épouse Nijō Hiroko (1819–1875), fille du sadaijin Nijō Narinobu. Ils ont quatre garçons et quatre filles dont beaucoup avec des concubines.
Le prince Arisugawa est un conseiller qui a la confiance de l'empereur Kōmei (1831–1867). Au cours de la période instable juste avant la restauration de Meiji, lorsque les militants sonnō jōi luttent contre les troupes loyales au bakufu Tokugawa dans le voisinage du palais impérial de Kyoto en juillet 1864, (incident connu sous le nom Kinmon no Hen), le prince Arisugawa est puni pour suspicion de collusion avec le domaine de Chōshū et condamné à la résidence surveillée.
Après la restauration de Meiji, il est rétabli à la cour et promu au poste de conseiller principal (gijō). Il est ensuite le premier directeur du département des affaires shinto où il joue un rôle influent dans le développement du shintoïsme d'État.
En 1881, il démissionne de ses fonctions politiques et devient le chef de l'Institut de recherche nouvellement créé pour la littérature classique japonaise (Kōten Kōkyūsho), prédécesseur de l'université Kokugakuin). Le prince est un maître de poésie waka et de calligraphie japonaise. La copie officielle de la Charte du serment Meiji est de sa main et il fournit de nombreuses inscriptions pour divers temples bouddhistes et sanctuaires shinto. Son nom de plume est Shōzan.
Le prince Takahito démissionne comme chef de la maison Arisugawa-no-miya en faveur de son fils ainé, le prince Arisugawa Taruhito, le 9 septembre 1871. Il meurt à Tokyo le 24 janvier 1886.